# イッツ マイ ソウル
『イッツ マイ ソウル』（It's My Soul）は、関ジャニ∞の楽曲。2007年10月17日にインペリアルレコードから7枚目のシングルとして発売された。

## 概要
- 前作『ズッコケ男道』から約6ヶ月振りのリリース。
- CDは初回限定盤、通常盤の2形態で発売。
- 表題曲「イッツ マイ ソウル」は、好きな女の子にどんなに邪険に扱われようとも尽くしてしまう、情けなくも強い心を歌った軽快な楽曲となっている[8]。
  - 同曲は、THE イナズマ戦隊の上中丈弥からの楽曲提供である[8]。
  - 同曲は、KADOKAWA『dwango』のCMソングとして起用された[8]。
  - 自身の47都道府県ツアー『全国47都道府県 完全制覇!! 関ジャニ∞ えっ!ホンマ!?ビックリ!!TOUR 2007』にて同曲が初披露された[9][10]。
  - 3rdアルバム『PUZZLE』では、同曲の「KJ3 MIX」としてアレンジバージョンが収録されている為、本作収録バージョンは1stベストアルバム『8EST』にてアルバム初収録された。
- その他、全形態共通のカップリングとして「あの言葉に」、通常盤のみのカップリングとして「ヨリミチ」を収録[11]* 。
- 2007年9月13日、メンバーの横山裕と村上信五がパーソナリティを務めていた文化放送『関ジャニ∞ 横山裕と村上信五のレコメン!』にて本作の発売が発表された[7]。
- 初回限定盤、通常版共に薄型ケースだが、どちらもバックジャケットが無い。
  - 初回限定盤の歌詞カードの中に写っている人物はメンバーの渋谷すばるが女装したものである。
  - 通常盤のジャケットはメンバー1人ずつの悔しい表情が白黒で写っており、メンバーの頬辺りにピンク色の手形が付け足されている。
- 2024年1月1日、デビュー20周年を記念し、過去にリリースされた全楽曲が各種音楽ダウンロードサービス、サブスクリプションサービスで配信されることに伴い、表題曲「イッツ マイ ソウル」がベストアルバム『8EST』の収録曲、同年1月24日には同曲がアルバム『PUZZLE』の収録曲[注 2]として配信開始され、同年1月31日には本作の全収録曲の配信も開始された[12][13][14]。

### 各形態概要
| 曲名       | 形態 | 形態 |
| 曲名       | 初回 | 通常 |
| ---------- | ---- | ---- |
| あの言葉に | ○    | ○    |
| ヨリミチ   | ×    | ○    |

| 特典内容                     | 形態       |
| ---------------------------- | ---------- |
| シークレットダブルステッカー | 初回限定盤 |

## 販売形態
- 発売日：2007年10月17日
  - 初回限定盤（TECI-803：CD）
    - シークレットダブルステッカー封入

  - 通常盤（TECI-804：CD）
- 発売日：2015年7月1日
  - 通常盤：再発売（JACA-5526：CD）
    - 自身の所属レコード会社を『テイチクエンタテインメント』から『INFINITY RECORDS』へ移籍したため、INFINITY RECORDSより再発売。
- 発売日：2019年7月12日
  - 通常盤：十五催ハッピープライス盤（JSNC-1507：CD）
    - 自身の配信アプリ『関ジャニ∞アプリ』対応のため、15%オフでの再発売。
- 発売日：2024年1月31日
  - 配信作品
    - デビュー20周年を記念した音楽ダウンロードサービスおよびサブスクリプションサービスでの配信[12][13][14]。

## チャート成績
- オリコンチャート
  - 初週193,738枚を売り上げ、2007年10月29日付の「オリコン週間 CDシングルランキング」で週間1位を獲得した[1][2][15]。
    - これにより、「連続総合1位数」「通算1位数」「初動売上」の三冠を獲得[1]。演歌・歌謡曲で史上初の快挙となった[1]。

  - 累計193,738枚を売り上げ、2007年10月度「オリコン月間 CDシングルランキング」で月間2位を獲得した[3]。
  - 累計224,937枚を売り上げ、2007年度「オリコン年間 CDシングルランキング」で年間22位を獲得した[4]。

## 収録曲
1. イッツ マイ ソウル - [4:46]
作詞：上中丈弥
作曲：林田健司
編曲：CHOKKAKU
  - KADOKAWA『dwango』CMソング[8]
  - THE イナズマ戦隊の上中丈弥からの楽曲提供。
  - 作曲者の林田健司のセルフカバーアルバム『WORKS』にて、同曲のセルフカバーを収録。
2. あの言葉に - [4:53]
作詞・作曲：依田和夫
編曲：長岡成貢
3. ヨリミチ - [4:33]
作詞：Madoka
作曲：Doi Toki
編曲：ha-j
  - 通常盤・配信作品のみ収録。
4. イッツ マイ ソウル (オリジナル・カラオケ)
  - CD作品のみ収録。

## 楽曲提供者
- 上中丈弥（THE イナズマ戦隊）
  - 「イッツ マイ ソウル」(作詞)

## 収録作品

### アルバム
イッツ マイ ソウル
- 3rdアルバム『PUZZLE』

※アルバムバージョンを収録。
- 1stベストアルバム『8EST』
- 2ndベストアルバム『GR8EST』（201∞限定盤 特典CD）

※メドレーの1曲として収録。

### 映像作品

#### ライブ映像
イッツ マイ ソウル
- 4thライブDVD『47』
- 5thライブDVD『TOUR 2∞9 PUZZLE』
- 6thライブDVD『COUNTDOWN LIVE 2009-2010 in 京セラドーム大阪』
- 7thライブDVD/Blu-ray『KANJANI∞ LIVE TOUR 2010→2011 8UPPERS』（初回限定盤）
- 8thライブDVD/Blu-ray『KANJANI∞ 五大ドームTOUR EIGHT×EIGHTER おもんなかったらドームすいません』
- 9thライブDVD/Blu-ray『KANJANI∞ LIVE TOUR!! 8EST 〜みんなの想いはどうなんだい?僕らの想いは無限大!!〜』
- 10thライブDVD/Blu-ray『KANJANI∞ LIVE TOUR JUKE BOX』
- 11thライブDVD/Blu-ray『十祭』
- 12thライブDVD/Blu-ray『関ジャニズム LIVE TOUR 2014≫2015』
- 13thライブDVD/Blu-ray『関ジャニ∞リサイタル お前のハートをつかんだる!!』
- 16thライブDVD/Blu-ray『関ジャニ'sエイターテインメント』
- 42ndシングル『crystal』（期間限定-多謝台湾-盤 特典DVD）
- 19thライブDVD/Blu-ray『十五祭』
- 20thライブDVD/Blu-ray『KANJANI'S Re:LIVE 8BEAT』
- 21stライブDVD/Blu-ray『KANJANI∞ STADIUM LIVE 18祭』
- 22ndライブBlu-ray/DVD『KANJANI∞ DOME LIVE 18祭』（初回限定盤A 特典Blu-ray/DVD）
- 24thライブBlu-ray/DVD『超DOME TOUR 二十祭』

## カバー
イッツ マイ ソウル
- 林田健司（2009年7月1日発売、アルバム『WORKS』収録）